# Österreichischer Bauherrenpreis 2009
Mit dem Österreichischen Bauherrenpreis der Zentralvereinigung der Architekten Österreichs wurden im Jahr 2009 die folgenden Projekte ausgezeichnet:
| Realisierung                                                     | Bauherr                                                                                 | Planer                                                                          |
| ---------------------------------------------------------------- | --------------------------------------------------------------------------------------- | ------------------------------------------------------------------------------- |
| Bilger-Breustedt Schulzentrum in Taufkirchen an der Pram         | Gemeinde Taufkirchen an der Pram mit Bürgermeister Josef Gruber                         | Dietmar Feichtinger Architectes                                                 |
| Domplatz in Linz                                                 | Stiftung St. Severin                                                                    | Hohensinn Architektur ZT GmbH                                                   |
| Landhauspark und Promenade in Linz                               | Land Oberösterreich, Stadt Linz                                                         | el:ch landschaftsarchitekten GBR                                                |
| Hypo Landesbank Vorarlberg in Bregenz                            | Hypo Landesbank Vorarlberg                                                              | Dietrich Untertrifaller Architekten mit Gerhard Hörburger                       |
| Krankenhaus Dornbirn                                             | Stadt Dornbirn mit Markus Aberer                                                        | Gohm & Hiessberger Architekten Markus Gohn Arnulf Hiessberger                   |
| Bergkapelle Alpe Vordere Niedere in Andelsbuch                   | Irene und Leo Feurstein                                                                 | Cukrowicz Nachbaur Architekten                                                  |
| Sporthalle in Wattens                                            | Marktgemeinde Wattens mit Bürgermeister Franz Troppmair                                 | Arge Obermoser – Schnizer                                                       |
| Musikprobelokal, Schützenheim und Veranstaltungsplatz in Natters | Gemeinde Natters mit Bürgermeister Alois Falschlunger                                   | Gsottbauer.architektur.werkstatt mit Manfred Gsottbauer                         |
| Museum Liaunig in Neuhaus/Suha                                   | Herbert W. Liaunig                                                                      | Querkraft Architekten ZT GmbH Jakob Dunkl Gerd Erhartt Peter Sapp               |
| Rondo home & business in Graz                                    | ÖWGes – Gemeinnützige Wohnbau-GmbH mit GF Gerhard Königsberger und GF Christian Krainer | Markus Pernthaler Architekt ZT GmbH                                             |
| Weinlandbad in Mistelbach                                        | Stadt Mistelbach mit Bürgermeister Christian Resch und Baudirektor Helmut Bruckner      | Runser Prantl Architekten                                                       |
| Hoch Zwei Bürohochhaus in Wien                                   | IC Projektentwicklung GmbH                                                              | Henke und Schreieck Architekten                                                 |
| Kiska Design GmbH in Anif                                        | Kiska GmbH und Cross Immobilien GmbH                                                    | Planungsgemeinschaft Hofbauer:Architect ZT GmbH + Frohring*Ablinger Architekten |
| Universität Mozarteum Neubau und Generalsanierung                | BIG Bundesimmobiliengesellschaft mbH                                                    | Robert Rechenauer Architekt BDA                                                 |